# Frans Patrik Ohldin
Frans Patrik Ohldin, född 1864, död 1906. Fabriksförman i Göteborg, organist och sångboksutgivare. 

## Sånger av Ohldin
- Min själ, upp att lovsjunga Herren i Svenska Missionsförbundets sångbok 1920, Svensk söndagsskolsångbok 1929 och Lova Herren 1988